# Joakim Brodén

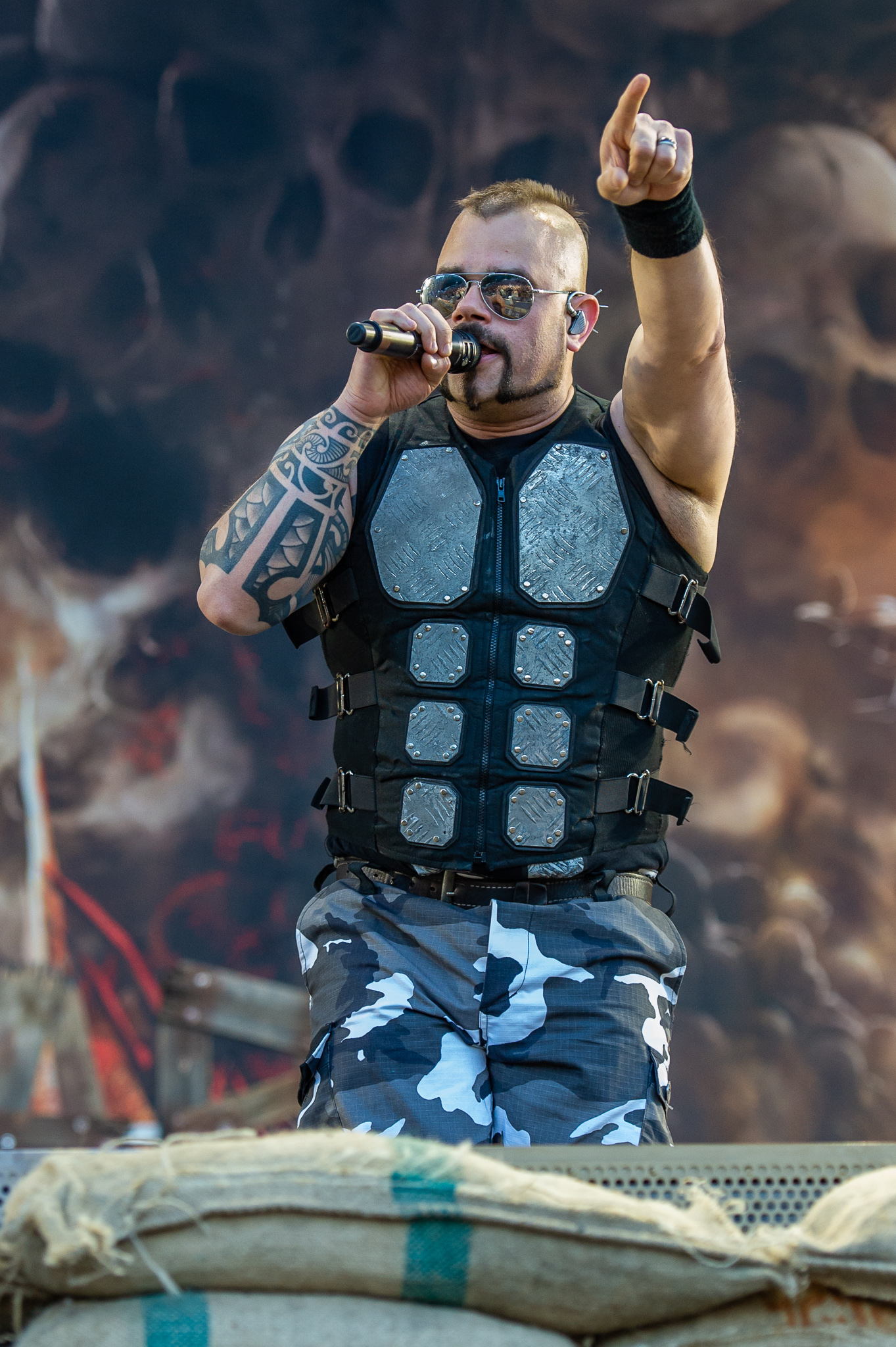
Joakim Brodén bei Rock im Park 2019

Joakim „Jocke“ Brodén (* 5. Oktober 1980 in Falun) ist ein schwedisch-tschechischer Sänger und Musiker. Bekanntheit erlangte er als Frontmann, Textdichter und Komponist der schwedischen Heavy-Metal-Band Sabaton. Neben Bassist Pär Sundström ist er das letzte verbliebene Gründungsmitglied.

## Leben
Brodén wurde 1980 als Sohn eines Schweden und einer Tschechin geboren und besitzt daher die Staatsbürgerschaften beider Staaten. Im Alter von fünf oder sechs Jahren bekam er von seiner Mutter ein Album von Twisted Sister geschenkt, nachdem Brodén die Band im Fernsehen gesehen hatte.
In seiner späten Schulzeit verbrachte Brodén viel Zeit damit zu jammen, sein Freund, damals Schlagzeuger, brachte ihn als Keyboarder zu einer vierköpfigen Band, die damals noch Black- und Death-Metal-Coverstücke spielte. Brodén brachte seine eigenen Lieder in die Band ein und weil sie keinen Sänger finden konnten, übernahm er diese Rolle. In dieser Band spielte auch Pär Sundström Bass. Weil es damals keine Metal-Samples gab, nahm Brodén seine eigenen Samples mit allen möglichen Gegenständen auf.
1999 gründeten Brodén und Sundström  die Band Aoen, zusammen mit Oskar Montelius, Rikard Sundén und Richard Larsson, der sie zwei Jahre später verließ. Die Band wurde bald in „Sabaton“ umbenannt. Seit Bestehen der Band wirkt Brodén an allen Stücken der Band mit, meist komponiert er sie allein, falls nicht er die Texte schreibt, stammen sie von Sundström. Bis 2005, als Daniel Mÿhr Sabaton beitrat, war Brodén auch der Studiokeyboarder der Gruppe. Nach dem Austritt Mÿhrs 2012 übernahm er diese Rolle wieder, live werden die Keyboardspuren vom Band gespielt. Neben Keyboard und Klavier beherrscht Brodén Rhythmusgitarre.
2000 war Brodén für ein Jahr Musiklehrer.
Zu den Bands, die ihn am meisten beeinflussten, zählt Brodén unter anderen Iron Maiden, Judas Priest, Accept, U.D.O. und Blind Guardian. Von den ersten beiden coverte er Stücke mit Sabaton als Bonuslieder für reguläre Alben, mit Accept tourte Sabaton sowohl als Vorgruppe als auch als Headliner.

## Diskografie

### Gastauftritte
- mit Desert: Lament for Soldier's Glory auf Star of Delusive Hopes (2010)
- mit Van Canto: Primo Victoria auf Break the Silence (2011)
- mit Wisdom: Rise of the Wise auf Rise of the Wise (2016)
- mit Pain: Call Me auf Coming Home (2016)
- mit Hulkoff: Ibor & Aio auf Kven (2017)
- mit Thobbe Englund: I Am a Viking auf The Draining of Vergelmer (2018)[9]
- mit Grailknights: Pumping Iron Power (2018)[10]
- mit Babymetal: Oh! Majinai auf Metal Galaxy (2019)[11]
- mit Bluthund: Henne oder Ei (2022)
- mit Nanowar of Steel: Pasadena 1994 (2023)
- mit Apocalyptica: Live or Die (2020)

mit Twilight Force
- Gates of Glory auf Tales of Ancient Prophecies (2014)
- Heroes of Mighty Magic auf Heroes of Mighty Magic (2016)